# Don't Waste the Pretty
Don't Waste the Pretty è il terzo singolo della cantante pop rock statunitense Allison Iraheta, incluso nel suo album di debutto Just Like You. È stato pubblicato l'8 giugno 2010 dalle etichette discografiche 19 Recordings e Jive Records. Lo stesso giorno è stata pubblicata la versione acustica del brano.
Mentre nella versione originale è eseguito da solista, in quella nuova è un duetto con Orianthi. Ha finora venduto circa 4 000 copie a livello mondiale. Per la promozione del singolo, Allison ha cantato la canzone a vari programmi televisivi e radiofonici americani, tra cui Yahoo! Music, Radio Disney e Z100 New York.